# 15. granátnická divize SS (1. lotyšská)
15. Waffen-Grenadier-Division der SS (lettische Nr. 1) byla divize, která náležela do Waffen-SS. Byla zformována počátkem roku 1943 rozšířením nově vytvořené legie dobrovolníků SS.
Divize byla vytvořena původně z protisovětských partyzánů (Schuma Batalionů), policejních pluků a lotyšských odvedenců. Vzhledem k tomu, že Lotyši vyhovovali německým ideálům, tak si tato divize brzy získala přízeň Heinricha Himmlera. Lotyši chtěli vybudovat samostatnou armádu, ale to jim nebylo umožněno, a tak vstupovali do řad jednotek Waffen-SS.
Počátkem listopadu 1943 byla divize odvelena na východní frontu do bojů s Rudou armádou u města Nevel v Pskovské oblasti. V prosinci téhož roku byla divize přesunuta do okolí Leningradu, kde sváděla každodenní boje se sovětskou armádou až do konce ledna 1944, kdy bylo proraženo obklíčení Leningradu a německé jednotky se daly na ústup směrem k estonským hranicím. Zde se u města Narva odehrály těžké boje, v kterých divize ztratila mnoho mužů, avšak díky neustálým odvodům se její stavy stále pohybovaly kolem 16-20 tisíc mužů.
Na podzim 1944 se divize těsně vyhnula obklíčení v kuronské kapse a následně svedla boje na přístupových cestách ke Gdaňsku. Poté se dala na všeobecný ústup a část divize se účastnila bojů o Berlín. Druhé části divize se povedlo probít do amerického zajetí. Zbytek divize byl zajat Sověty a jednotliví vojáci byli buď popraveni a nebo posláni na Sibiř do zajateckých táborů, kde většina z nich také zemřela.

## Názvy divize

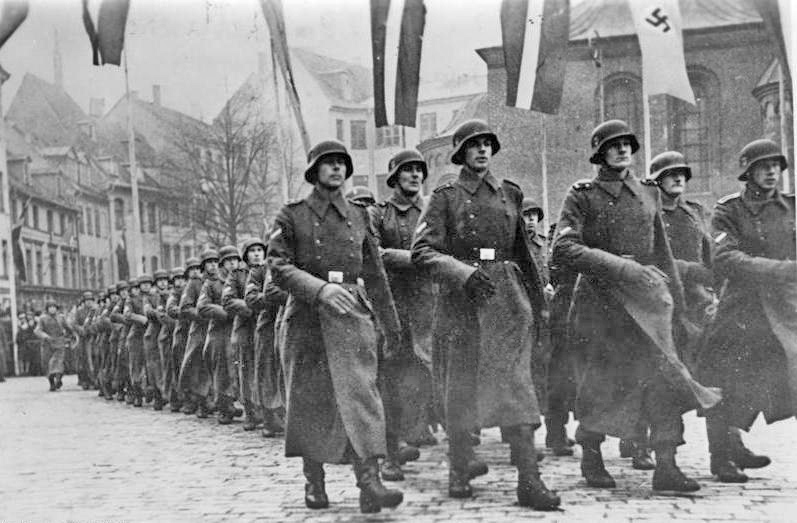
Přehlídka divize, prosinec 1943

Lettische SS-Freiwilligen-Division (únor 1943 – říjen 1943)
15. Lettische SS-Freiwilligen-Division (říjen 1943 – červen 1944)
15. Waffen-Grenadier-Division der SS (lettische Nr. 1) (červen 1944 – květen 1945)

## Velitelé
Vrchní velení divize
- SS-Brigadeführer Peter Hansen (25. února 1943 - 1. května 1943)
- SS-Gruppenführer Carl Graf von Pückler-Burghauss (1. května 1943 - 17. února 1944)
- SS-Brigadeführer Nikolaus Heilmann (17. února 1944 - 21. července 1944)
- SS-Brigadeführer Herbert von Obwurzer (21. července 1944 - 26. ledna 1945)
- SS-Oberführer Dr. Eduard Deisenhofer (26. ledna 1945)
- SS-Oberführer Adolf Ax (26. leden 1945 - 15. února 1945)
- SS-Brigadeführer Karl Burk (15. února 1945 - 2. května 1945)

Náčelníci štábu
- SS-Sturmbannführer Franz Knebel (? 1943 - ? 1944)
- SS-Haupsturmführer Franz Hahn (? 1944 - ? 1944)
- SS-Sturmbannführer Erich Wulff (1. srpna 1944 - 3. února 1945)
- SS-Sturmbannführer Adolf Kopp (1. března 1945 - ? května 1945)

Proviantní důstojníci
- SS-Hauptsturmführer Ernst Fritscher (? 1943 - ? 1944)
- SS-Hauptsturmführer Egbert Hochhauser (1. srpna 1944 - ?)
- SS-Hauptsturmführer Edler von Zenetti (1. března 1945 - ?)

## Početní stavy divize
| Měsíc    | Rok  | Počet  |
| prosinec | 1943 | 20 291 |
| červen   | 1944 | 18 413 |
| prosinec | 1944 | 16 870 |

## Držitelé rytířského kříže
- SS-Brigadeführer Nikolaus Heilmann – 16. srpna, 1944
- Waffen-Standartenführer Karlis Aperats – 21. září, 1944 (in memoriam)
- SS-Oberführer Adolf Ax – 9. května, 1945
- SS-Sturmbannführer Erich Wulff – 9. května, 1945
- Waffen-Unterscharführer Karlis Sensberg – 9. května, 1945

## Složení divize
- Waffen-Grenadier-Regiment der SS 32 (32. pluk granátníků Waffen-SS)
- Waffen-Grenadier-Regiment der SS 33 (33. pluk granátníků Waffen-SS)
- Waffen-Grenadier-Regiment der SS 34 (34. pluk granátníků Waffen-SS)
- Waffen-Artillerie-Regiment der SS 15 (15. dělostřelecký pluk Waffen-SS)
- Waffen-Füsilier-Bataillon der SS 15 (15. prapor střelců Waffen-SS)
- Waffen-Flak-Abteilung der SS 15 (15. oddíl protiletadlové obrany Waffen-SS)
- Waffen-Nachrichtung-Abteilung der SS 15 (15. zpravodajský oddíl Waffen-SS)
- Waffen-Pionier-Bataillon der SS 15 (15. ženijní prapor Waffen-SS)
- Waffen-Panzerjäger-Abteilung der SS 15 (15. oddíl stíhačů tanků Waffen-SS)
- SS-Sanitäts-Abteilung 15 (15. sanitní oddíl SS)
- SS-Nachschub-Truppen 15 (15. četa zásobování SS)
- SS-Feldpostamt-Abteilung 15 (15. oddíl úřadu polní pošty SS)
- SS-Veterinär-Kompanie 15 (15. veterinární rota SS)
- SS-Wirtschafts-Bataillon 15 (15. hospodářský prapor SS)
- SS-Bau-Regiment 1 der 15. SS-Division (1. stavební pluk 15. divize SS)
- SS-Bau-Regiment 2 der 15. SS-Division (2. stavební pluk 15. divize SS)
- SS-Feldersatz-Bataillon 15 (15. polní záložní prapor SS)
- SS-Waffen-Feldgendarmerie-Trupp 15 (15. četa polního četnictva Waffen-SS)
- SS-Kriegsberichter-Trupp 15 (15. četa válečných zpravodajů SS)